# Thénioux
Thénioux est une commune française située dans le département du Cher, en région Centre-Val de Loire.

## Géographie

### Localisation
Thénioux est traversé par le sentier de grande randonnée GR 41.
La commune se trouve dans l'aire d'attraction de Vierzon, ainsi que dans sa zone d'emploi et dans son bassin de vie.

### Communes limitrophes
Les communes limitrophes sont  Châtres-sur-Cher, Maray, Méry-sur-Cher, Saint-Georges-sur-la-Prée et Theillay.

### Géologie et relief
La superficie de la commune est de 18,33 km2 ; son altitude varie de 87  à   158 mètres. 

### Hydrographie

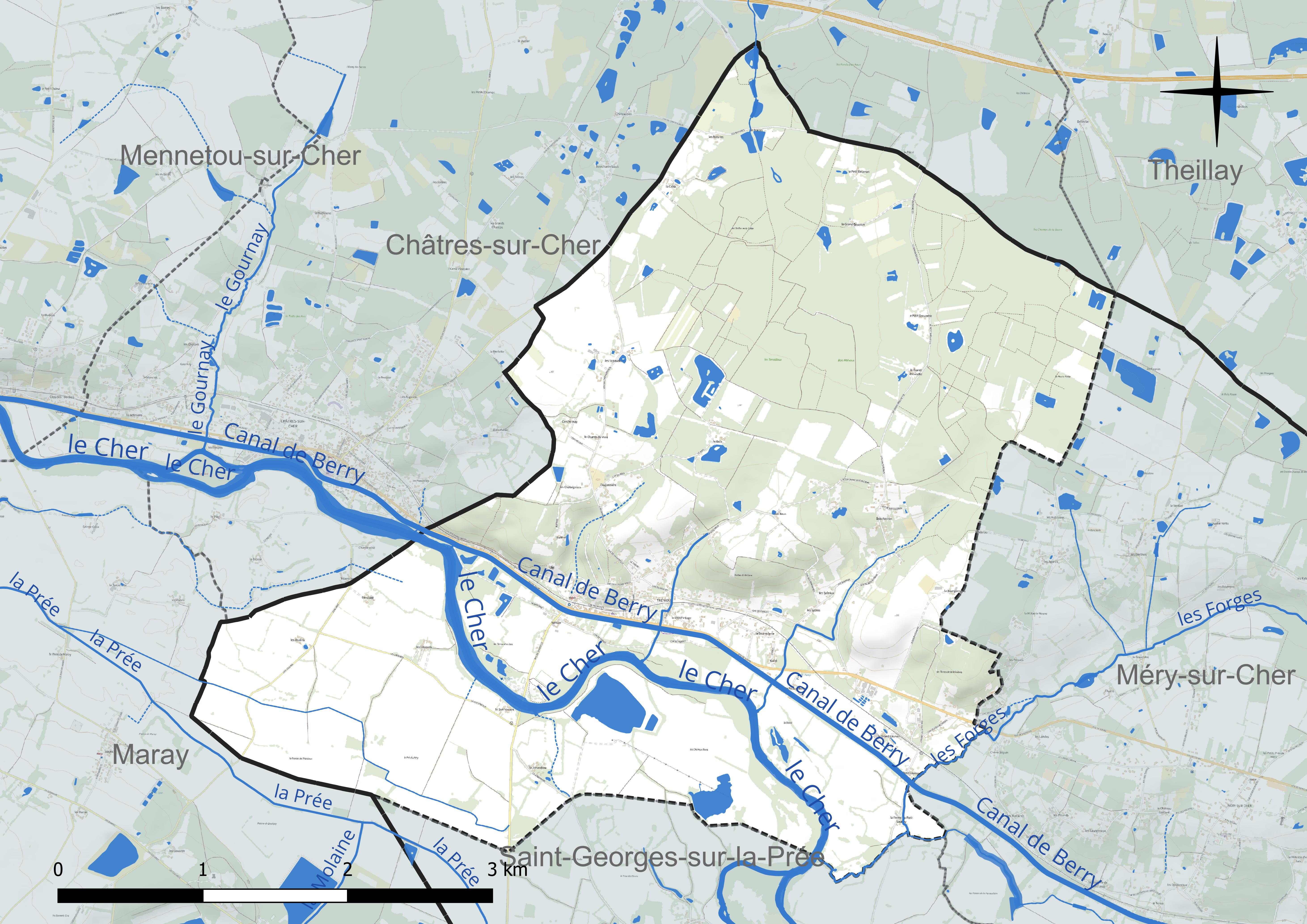
Carte hydrographique de la commune.

Le Cher, l'un des affluents de la Loire est le principal cours d'eau drainant la commune.

### Climat
Pour des articles plus généraux, voir Climat du Centre-Val de Loire et Climat du Cher.
En 2010, le climat de la commune est de type climat océanique dégradé des plaines du Centre et du Nord, selon une étude du CNRS s'appuyant sur une série de données couvrant la période 1971-2000. En 2020, Météo-France publie une typologie des climats de la France métropolitaine dans laquelle la commune est exposée à un climat océanique altéré et est dans la région climatique  Centre et contreforts nord du Massif Central, caractérisée par un air sec en été et un bon ensoleillement. 
Pour la période 1971-2000, la température annuelle moyenne est de 11,4 °C, avec une amplitude thermique annuelle de 14,8 °C. Le cumul annuel moyen de précipitations est de 719 mm, avec 11,2 jours de précipitations en janvier et 7 jours en juillet. Pour la période 1991-2020, la température moyenne annuelle observée sur la station météorologique la plus proche, située sur la commune de Theillay à 10 km à vol d'oiseau, est de 12,0 °C et le cumul annuel moyen de précipitations est de 810,9 mm,. Pour l'avenir, les paramètres climatiques de la commune estimés pour 2050 selon différents scénarios d'émission de gaz à effet de serre sont consultables sur un site dédié publié par Météo-France en novembre 2022.

## Urbanisme

### Typologie
Au 1er janvier 2024, Thénioux est catégorisée commune rurale à habitat dispersé, selon la nouvelle grille communale de densité à 7 niveaux définie par l'Insee en 2022.
Elle est située hors unité urbaine. Par ailleurs la commune fait partie de l'aire d'attraction de Vierzon, dont elle est une commune de la couronne,. Cette aire, qui regroupe 20 communes, est catégorisée dans les aires de moins de 50 000 habitants,.

### Occupation des sols

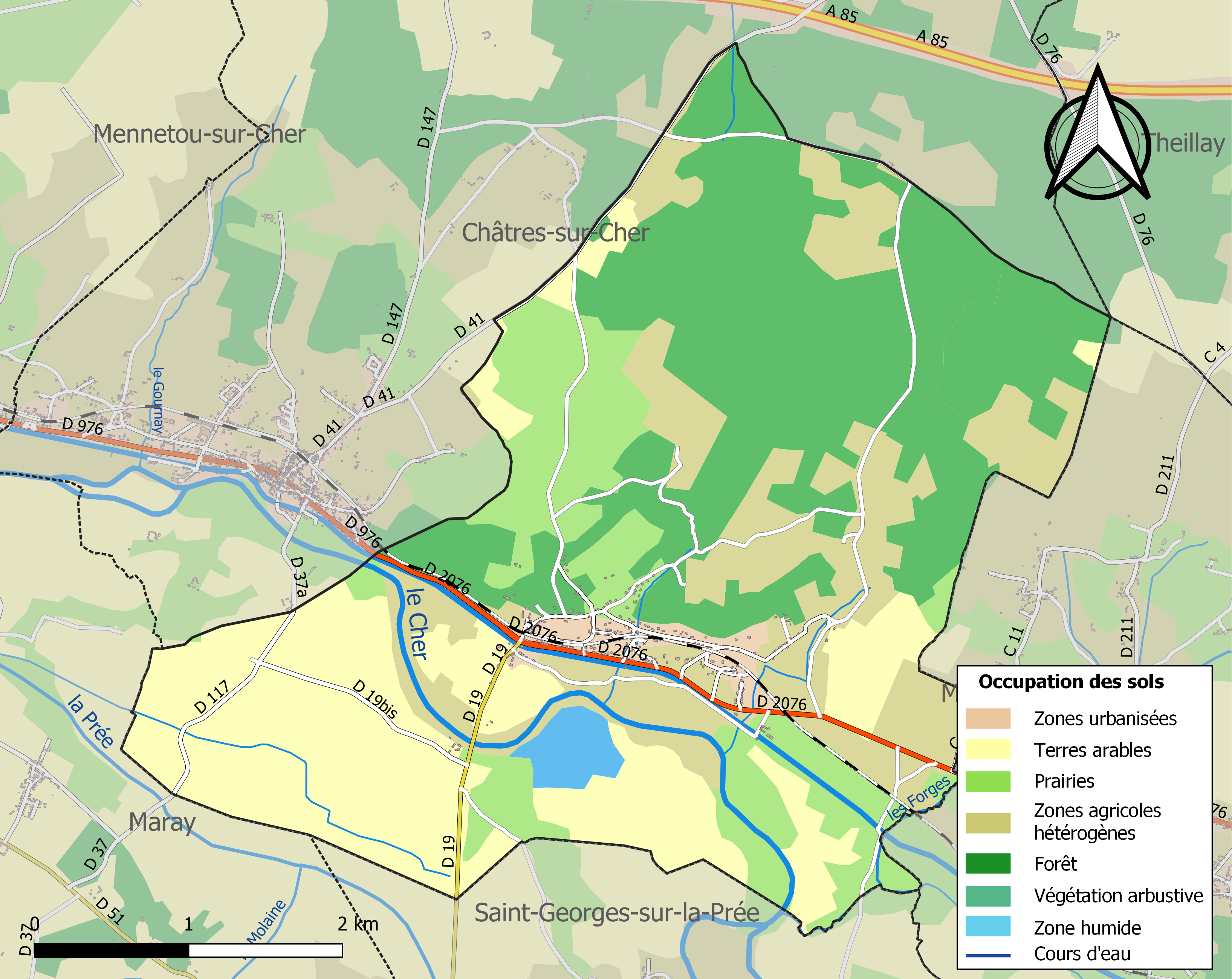
Carte des infrastructures et de l'occupation des sols de la commune en 2018 (CLC).

L'occupation des sols de la commune, telle qu'elle ressort de la base de données européenne d’occupation biophysique des sols Corine Land Cover (CLC), est marquée par l'importance des territoires agricoles (62,4 % en 2018), en diminution par rapport à 1990 (63,3 %). 
La répartition détaillée en 2018 est la suivante : forêts (33,8 %), terres arables (25,7 %), zones agricoles hétérogènes (22 %), prairies (14,7 %), zones urbanisées (2,4 %), eaux continentales (1,3 %).
L'évolution de l’occupation des sols de la commune et de ses infrastructures peut être observée sur les différentes représentations cartographiques du territoire : la carte de Cassini (XVIIIe siècle), la carte d'état-major (1820-1866) et les cartes ou photos aériennes de l'IGN pour la période actuelle (1950 à aujourd'hui).

### Habitat et logement
En 2021, le nombre total de logements dans la commune était de 359, alors qu'il était de 355 en 2016 et de 358 en 2011. 
Parmi ces logements, 81,2 % étaient des résidences principales, 8,1 % des résidences secondaires et 10,6 % des logements vacants. Ces logements étaient pour 98,6 % d'entre eux des maisons individuelles et pour 0,8 % des appartements. 
Le tableau ci-dessous présente la typologie des logements à Thénioux en 2021 en comparaison avec celle du Cher et de la France entière. Une caractéristique marquante du parc de logements est ainsi une proportion de résidences secondaires et logements occasionnels (8,1 %) supérieure à celle du département (7,6 %) mais inférieure à celle de la France entière (9,7 %). 
| Typologie                                               | Thénioux | Cher | France entière |
| ------------------------------------------------------- | -------- | ---- | -------------- |
| Résidences principales (en %)                           | 81,2     | 79,6 | 82,2           |
| Résidences secondaires et logements occasionnels (en %) | 8,1      | 7,6  | 9,7            |
| Logements vacants (en %)                                | 10,6     | 12,8 | 8,1            |

### Voies de communication et transports
Thénioux est traversée par la ligne de Vierzon à Saint-Pierre-des-Corps. Depuis la fermeture de sa gare, les stations de chemin de fer les plus proches sont les gares de Villefranche-sur-Cher ou de Vierzon, mieux desservie.
La commune est desservie par l'ancienne route nationale 76 (actuelle RD 2076), qui donne un accès aisé à Vierzon.

### Risques naturels et technologiques
Le territoire de la commune de Thénioux est vulnérable à différents aléas naturels : météorologiques (tempête, orage, neige, grand froid, canicule ou sécheresse), inondations, feux de forêts, mouvements de terrains et séisme (sismicité faible). Il est également exposé à deux risques technologiques,  le transport de matières dangereuses et  le risque industriel. Un site publié par le BRGM permet d'évaluer simplement et rapidement les risques d'un bien localisé soit par son adresse soit par le numéro de sa parcelle.

#### Risques naturels
Certaines parties du territoire communal sont susceptibles d’être affectées par le risque d’inondation par débordement de cours d'eau, notamment le Cher et le canal de Berry. La commune a été reconnue en état de catastrophe naturelle au titre des dommages causés par les inondations et coulées de boue survenues en 1982, 1985, 1993, 1999, 2001, 2008 et 2016,.
Le département du Cher est moins exposé au risque de feux de forêts que le pourtour méditerranéen ou le golfe de Gascogne. Néanmoins la forêt occupe près du quart du département et certaines communes sont très vulnérables, notamment les communes de Sologne dont fait partie Thénioux. Il est ainsi défendu aux propriétaires de la commune et à leurs ayants droit de porter ou d’allumer du feu dans l'intérieur et à une distance de 200 mètres des bois, forêts, plantations, reboisements ainsi que des landes. L’écobuage est également interdit, ainsi que les feux de type méchouis et barbecues, à l’exception de ceux prévus dans des installations fixes (non situées sous couvert d'arbres) constituant une dépendance d'habitation.

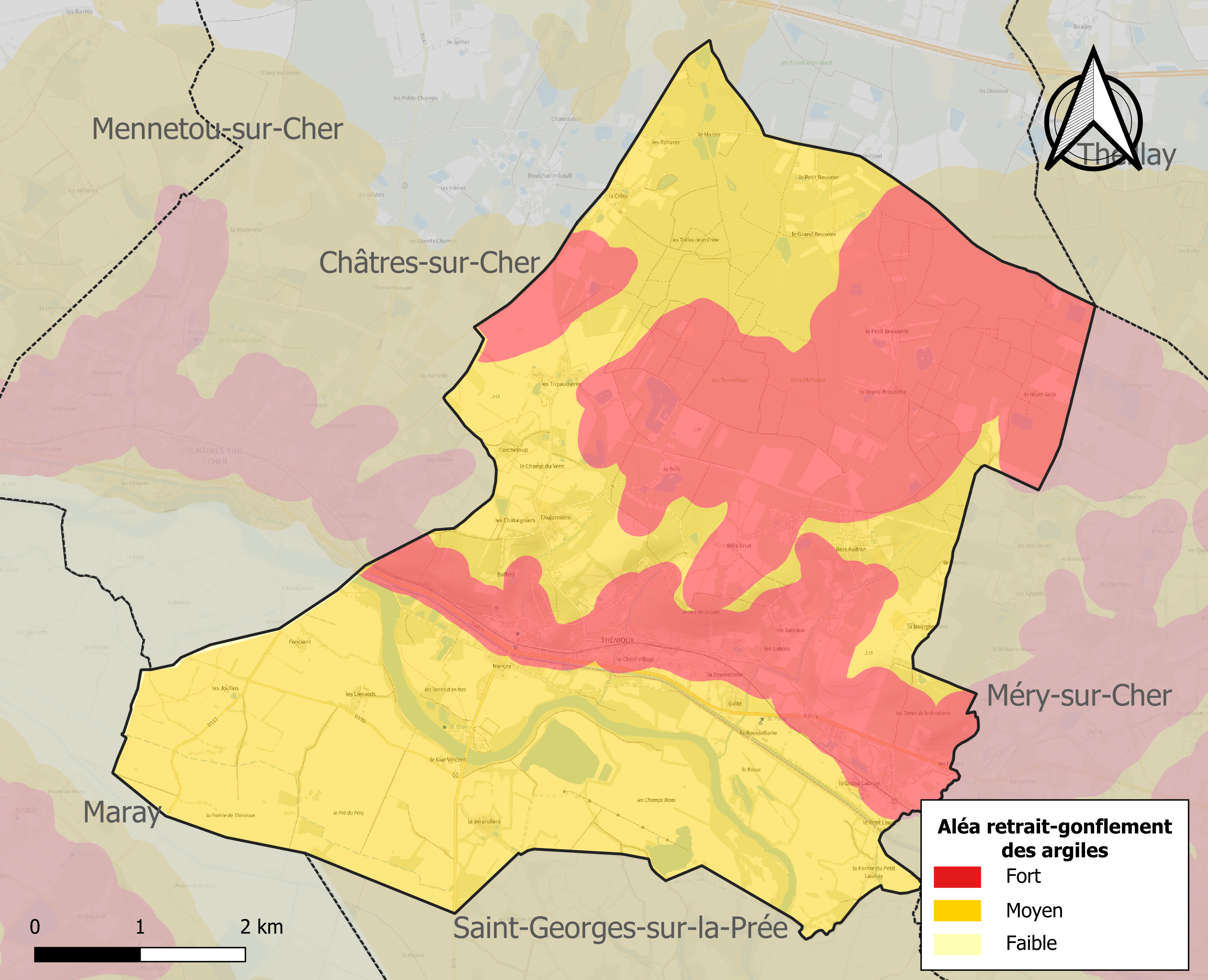
Carte des zones d'aléa retrait-gonflement des sols argileux de Thénioux.

La commune est vulnérable au risque de mouvements de terrains constitué principalement du retrait-gonflement des sols argileux. Cet aléa est susceptible d'engendrer des dommages importants aux bâtiments en cas d’alternance de périodes de sécheresse et de pluie. 99,7 % de la superficie communale est en aléa moyen ou fort (90 % au niveau départemental et 48,5 % au niveau national). Sur les 351 bâtiments dénombrés sur la commune en 2019, 351 sont en aléa moyen ou fort, soit 100 %, à comparer aux 83 % au niveau départemental et 54 % au niveau national. Une cartographie de l'exposition du territoire national au retrait gonflement des sols argileux est disponible sur le site du BRGM,.
Concernant les mouvements de terrains, la commune a été reconnue en état de catastrophe naturelle au titre des dommages causés par la sécheresse en 1989, 1991, 1992, 2006, 2018 et 2019 et par des mouvements de terrain en 1999.

#### Risques technologiques
La commune est exposée au risque industriel du fait de la présence sur son territoire d'une entreprise soumise à la directive européenne SEVESO.
Le risque de transport de matières dangereuses sur la commune est lié à sa traversée par des infrastructures routières ou ferroviaires importantes ou la présence d'une canalisation de transport d'hydrocarbures. Un accident se produisant sur de telles infrastructures est en effet susceptible d’avoir des effets graves au bâti ou aux personnes jusqu’à 350 m, selon la nature du matériau transporté. Des dispositions d’urbanisme peuvent être préconisées en conséquence.

## Toponymie
Tannay fut le premier nom connu de la commune,puis suivirent Tanalogio,Tanalogilo,Tenoilha,Ténueil,Thénéo,Théniou et enfin Thénioux.[réf. nécessaire]

## Histoire

### Époque contemporaine
Seconde Guerre mondiale
Le village a constitué durant la Seconde Guerre mondiale un point de passage, la ligne de démarcation passant par la rivière du Cher toute proche. Des personnes du village, agissant comme passeurs, ont été tués comme Raymond Toupet abattu dans sa barque ou comme Joseph Le Cam, mort en déportation. En mai 1997, un monument en forme de barque renversée, orientée vers le ciel a été inauguré dans la commune, pour le rappeler.

Le château de Launay, datant en grande partie du XIXe siècle, est démoli en 2016[réf. nécessaire]

## Politique et administration

### Rattachements administratifs et électoraux

#### Rattachements administratifs
La commune se trouve depuis 1984 dans l'arrondissement de Vierzon du département du Cher.  
faisait partie de 1801 à 1973 du canton de Vierzon, année où celui-ci est scindé et la commune rattachée| au canton de Vierzon-2. Dans le cadre du redécoupage cantonal de 2014 en France, cette circonscription administrative territoriale a disparu, et le canton n'est plus qu'une circonscription électorale.

#### Rattachements électoraux
Pour les élections départementales, la commune fait partie depuis 2014 d'un nouveau canton de Vierzon-2  formé de communes des anciens cantons de Vierzon-2 et de Graçay.
Pour l'élection des députés, elle fait partie depuis 1988 de la deuxième circonscription du Cher

### Intercommunalité
Thénioux était membre de la communauté de communes Vierzon Pays des Cinq rivières, un établissement public de coopération intercommunale (EPCI) à fiscalité propre créé fin 2002 regroupant cinq communes, et auquel la collectivité avait transféré un certain nombre de ses compétences, dans les conditions déterminées par le code général des collectivités territoriales.
Conformément aux prescriptions de la loi de réforme des collectivités territoriales du 16 décembre 2010, qui a prévu le renforcement et la simplification des intercommunalités et la constitution de structures intercommunales de grande taille, celle-ci fusionne avec la communauté de communes des Vallées vertes du Cher Ouest pour former, le 1er janvier 2013, la communauté de communes Vierzon Sologne Berry.
Une seconde fusion intervient dans le cadre des dispositions de la loi portant nouvelle organisation territoriale de la République du 7 août 2015, qui prévoit que les établissements publics de coopération intercommunale (EPCI) à fiscalité propre doivent avoir un minimum de 15 000 habitants, cette intercommunalité a fusionné avec la communauté de communes les Villages de la Forêt pour former, le 1er janvier 2020, la communauté de communes les Villages de la Forêt, dont est désormais membre la commune.

### Liste des maires
| Période                                  | Période                        | Identité                                  | Étiquette | Qualité |
| ---------------------------------------- | ------------------------------ | ----------------------------------------- | --------- | --- |
| Les données manquantes sont à compléter. |                                |                                           |           | |
|                                          |                                |                                           |           | |
| 1947                                     | 1977                           | Madeleine Sicart-Claudot[réf. nécessaire] |           | Châtelaine |
|                                          |                                |                                           |           | |
| 1977                                     | mars 1983                      | M. Claude Bernardy                        | PCF       | |
| mars 1983                                | mars 2001                      | René Bouguereau                           |           | |
| mars 2001                                | mai 2020                       | Paul Piétu,                               | PCF       | Instituteur retraité Vice-président de la CC Vierzon Sologne Berry ( ? → 2019) Vice-président de la CC Vierzon-Sologne-Berry et Villages de la Forêt (2020) |
| mai 2020                                 | En cours (au 13 décembre 2024) | Delphine Piétu                            | PCF       | Directrice d’école, nièce du précédent. Conseillère départementale de Vierzon-2 (2015 → )                                                                   |

## Population et société
Les habitants sont appelés les Thanélogiens.

### Démographie
L'évolution du nombre d'habitants est connue à travers les recensements de la population effectués dans la commune depuis 1793. Pour les communes de moins de 10 000 habitants, une enquête de recensement portant sur toute la population est réalisée tous les cinq ans, les populations de référence des années intermédiaires étant quant à elles estimées par interpolation ou extrapolation. Pour la commune, le premier recensement exhaustif entrant dans le cadre du nouveau dispositif a été réalisé en 2005.

En 2022, la commune comptait 666 habitants, en évolution de −0,15 % par rapport à 2016 (Cher : −2,48 %, France hors Mayotte : +2,11 %).
| 1793 | 1800 | 1806 | 1821 | 1831 | 1836 | 1841 | 1846 | 1851 |
| ---- | ---- | ---- | ---- | ---- | ---- | ---- | ---- | ---- |
| 515  | 485  | 515  | 446  | 517  | 515  | 456  | 445  | 507  |

| 1856 | 1861 | 1866 | 1872 | 1876 | 1881 | 1886 | 1891 | 1896 |
| ---- | ---- | ---- | ---- | ---- | ---- | ---- | ---- | ---- |
| 476  | 502  | 537  | 579  | 611  | 588  | 595  | 569  | 577  |

| 1901 | 1906 | 1911 | 1921 | 1926 | 1931 | 1936 | 1946 | 1954 |
| ---- | ---- | ---- | ---- | ---- | ---- | ---- | ---- | ---- |
| 567  | 591  | 559  | 560  | 539  | 517  | 502  | 474  | 507  |

| 1962 | 1968 | 1975 | 1982 | 1990 | 1999 | 2005 | 2006 | 2010 |
| ---- | ---- | ---- | ---- | ---- | ---- | ---- | ---- | ---- |
| 504  | 507  | 529  | 584  | 600  | 602  | 580  | 591  | 663  |

| 2015 | 2020 | 2022 | - | - | - | - | - | - |
| ---- | ---- | ---- | - | - | - | - | - | - |
| 669  | 662  | 666  | - | - | - | - | - | - |

## Culture locale et patrimoine

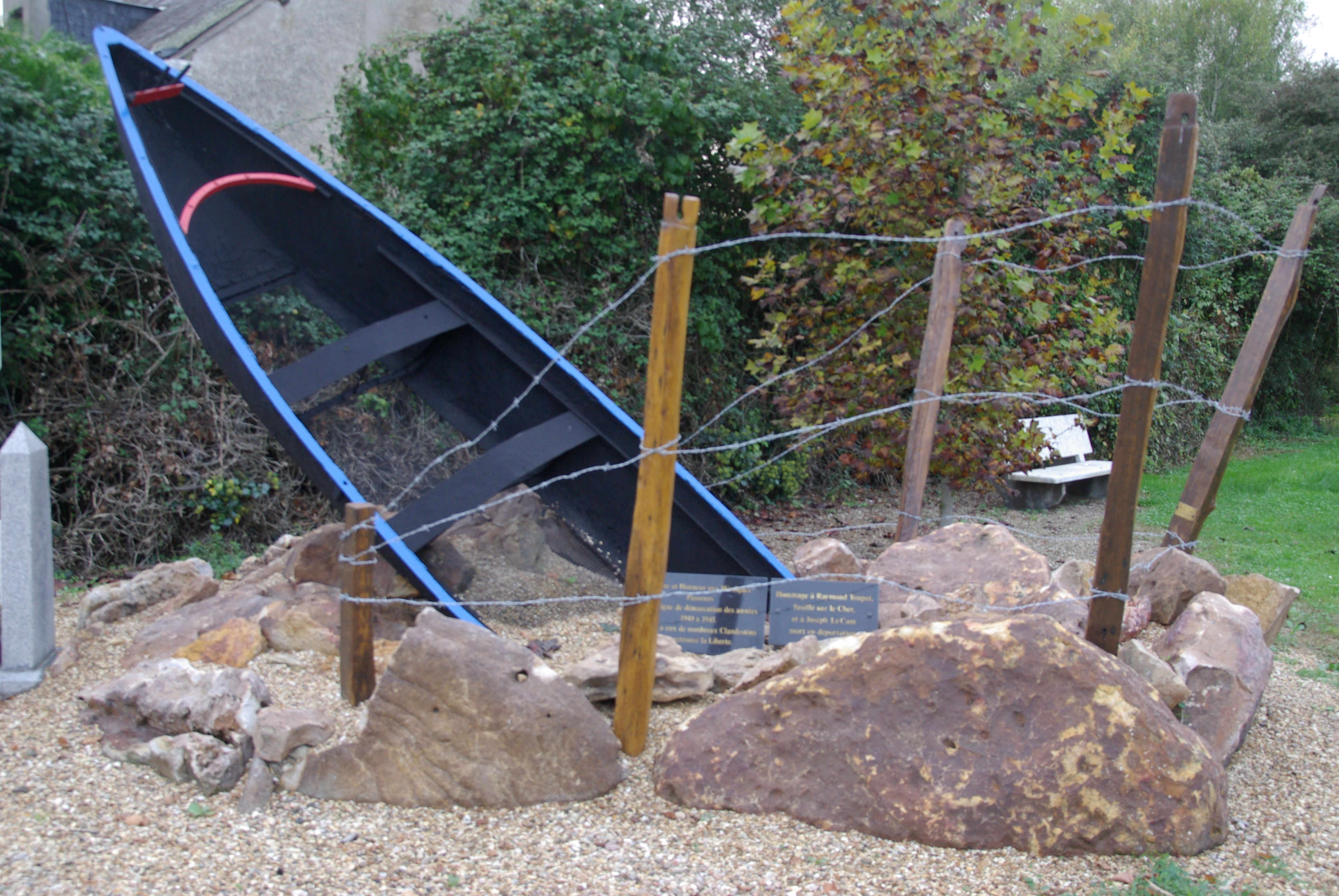
Le Monument « Courage-Liberté » dédié aux passeurs héroïques de 1940-43.

### Lieux et monuments
- Monument « Courage-Liberté » à la mémoire des passeurs qui faisait franchir clandestinement la ligne de démarcation entre 1940 et 1943. Il est matérialisé par une barque sortie du Cher dressée vers le ciel et entourée de barbelés. Deux plaques de marbre formulent en lettres d'or : « Gloire et honneur aux héroïques passeurs de la ligne de démarcation des années 1940 à 1943. Grâce à eux, de nombreux clandestins ont retrouvé la liberté » et « Hommage à Raymond Toupet fusillé sur le Cher et à Joseph Le Cam mort en déportation ». Le monument, œuvre du pictorien Vierzonnais Jean-Pierre Niogret, a été inauguré le 24 mai 1997. Il est situé au pont du canal.
- Église Saint-Germain.
- Château de la Brosse.
- La plage de Thénioux fut un lieu touristique et culturel prisé par la jeunesse dans les années 60, où de nombreuses stars de la chanson française vinrent se produire comme par exemple Johnny Hallyday (le 8 juillet 1967), Claude François (le 15 juin 1968), Antoine (en 1965), Eddy Mitchell (le 5 août 1967), Richard Anthony (le 29 août 1965), Dick Rivers (16 juillet 1968) et Salvatore Adamo (le 10 août 1965). Johnny Hallyday joua notamment devant 2 000 spectateurs soit 4 fois la population du village de l'époque[31].L'établissement était géré par René Marchand.